# Музикален каталог
В музикалната индустрия колекция от музикални композиции е каталогизирана в музикален каталог. Собственикът притежава авторските права върху каталогизираните композиции. Издателство (Пъблишинг) са правата за публикуване и се отнасят за права върху думи, музика или музикална композиция. Мастър е оригиналният звукозапис, който се използва за музикално лицензиране в радиа, филми, игри и т.н. [2]

## Пояснение
Музикален каталог (дискография) е колекция от музикални композиции и техните авторски права на един и същи собственик. Това е изчерпателен списък от музикални произведения (песни и/или инструментална музика), които са създадени и регистрирани под името на едно физическо или юридическо лице. Музикалните каталози играят решаваща роля в управлението на интелектуалната собственост на музикалното съдържание, улеснявайки лицензирането и разпространението, проследявайки възнагражденията и предоставяйки информация за професионалистите в индустрията. Каталозите могат да включват както текущо, така и наследено съдържание, което позволява на заинтересованите страни ефективно да управляват, популяризират и монетизират своите музикални активи с течение на времето. 
Продажбата на музикален каталог предоставя на артистите еднократна сума незабавни пари, което може да бъде особено привлекателно в ситуации, когато те търсят ликвидност или искат да се възползват от текущата пазарна стойност на техния каталог, за да се възползват от благоприятните пазарни условия или да насочат фокуса си към други творчески начинания без административните отговорности за управление и монетизиране на своите музикални активи. Като цяло решението да се продаде музикален каталог е сложно, повлияно от комбинация от финансови, кариерни и лични фактори. 
Музикалните каталози обикновено се оценяват въз основа на комбинация от фактори, включително исторически приходи, генерирани от различни потоци от приходи (като стрийминг, продажби и лицензиране), потенциал за бъдещи приходи, популярност и трайна привлекателност на песните, търговски успех на изпълнителя и репутация, пазарни тенденции и общото търсене на музикални активи като инвестиционни възможности. Процесът на оценяване включва анализиране на стари печалби, прогнозиране на бъдещи приходи въз основа на тенденциите в индустрията, отчитане на културното въздействие на каталога и оценка на силата на фен базата на артист - изпълнителя или групата. 

## Продадени Музикални Каталози
Sony Music придобиха музикалния каталог на групата Queen, наред с други права, за £1 милиард (около $1,9 милиарда австралийски долара). [5]
Сред най-скъпите каталози е и този на Michael Jackson, който е закупен на половина от Sony за 600 милиона. [6]
Bruce Springsteen е продал целия си каталог за 500 милиона, който се състои от над 300 песни. [7]
През 2020 г. Bob Dylan продаде своя каталог с песни за около 300 милиона долара на Universal Music Publishing Group. Само една година по-късно, Дилън също продаде мастърите си на Sony Music Entertainment за 200 милиона долара. [8]
През 2022 г. Колинс, Тони Банкс и Майк Ръдърфорд, останалите членове на Genesis, продадоха издателските си права на Concord Music Group за 300 милиона долара. [9]
Британската музикална легенда, Sting, също се раздели с целия си музикален каталог през 2022 г. за 300 милиона долара. [10]
През 2024 г. Pink Floyd продадоха музикалния си каталог за 400 милиона долара. [11]